# ルドルフ・フェルディナント・ヘス
ルドルフ・フランツ・フェルディナント・ヘス（ドイツ語: Rudolf Franz Ferdinand Höß , 1901年11月25日 - 1947年4月16日）は、ドイツの政党国家社会主義ドイツ労働者党の組織親衛隊の将校。最終階級は親衛隊中佐。第二次世界大戦中にアウシュヴィッツ強制収容所の所長を務め、移送されてきたユダヤ人の虐殺（ホロコースト）に当たり、ドイツ敗戦後に戦犯として絞首刑に処せられた。
ナチ党副総統（総統代理）のルドルフ・ヘス（ドイツ語: Rudolf Heß）は、日本語表記では類似しているが、姓のスペルが異なり、血縁・縁戚関係もない別人である。通常はルドルフ・ヘスと表記されるが、混同を避けるためにルドルフ・ヘースと表記されることもある。

## 略歴

### 前半生
1901年11月25日、ドイツ帝国南部の領邦バーデン大公国の首都バーデン＝バーデンに元将校の商人の息子として出生する。父は厳格なカトリック信徒で、ヘスは父から将来は聖職者にと期待されていた。
父親は「すべての大人を尊重し、敬う」ことを厳しく教え、上位の者に対する絶対的な敬意を終生失うことはなかった。ヘスは「私の教育のそうした基本原則が私という人間に染みついていた」と述べている。
父親は1914年、母親は1917年に死亡したという
小学校とギムナジウムを出た後、第一次世界大戦中の1916年に「バーデン第21騎兵連隊」に入隊。同盟国オスマン帝国軍の軍団に所属してイラク戦線やパレスチナ戦線でイギリス軍と2年間戦った。敗戦までに歩兵科軍曹に昇進し、一級および二級鉄十字章を受章している。

### 第一次大戦後
戦後、1921年までゲルハルト・ロスバッハ（de:Gerhard Roßbach）率いる「ロスバッハ義勇軍」に所属した。その後シュレージエン州とシュレヴィヒ＝ホルシュタイン州の農園に1923年に投獄されるまで働いた。1922年11月、ロスバッハを通じてミュンヘンを訪れた際に国家社会主義ドイツ労働者党（ナチス）に入党した（党員番号3240）。
1923年5月31日夜、パルヒム（de:Parchim）でロスバッハ義勇軍のメンバーの小学校教師ヴァルター・カドウ（en:Walther Kadow）がリンチ殺害された。その容疑者として後のナチ党官房長マルティン・ボルマンらとともにヘスは逮捕された。カドウはフランス占領軍に対する抵抗の英雄であるアルベルト・レオ・シュラゲター (Albert Leo Schlageter) を裏切ったとされており、またロスバッハ義勇軍から借りている金を返さなかったことで義勇軍と揉めていた人物だった。
ヘスは1924年3月12日から15日にかけてライプツィヒで裁判にかけられ、10年の重労働判決を受けた。ベルリンのブランデンブルク刑務所に収監されたヘスは、ここで後の強制収容所の所長としての知識と経験を囚人の立場から得たという。1928年7月14日にパウル・フォン・ヒンデンブルク大統領による政治犯の大赦があり、ヘスもこの際に釈放された。
釈放後、右翼系の農業開墾団体「アルタマーネン」(de:Artamanen)に参加。ここでハインリヒ・ヒムラーの知遇を得た。またこの団体で知り合った女性と1929年1月に結婚している。5人の子供を儲けた。

### 親衛隊髑髏部隊・強制収容所勤務

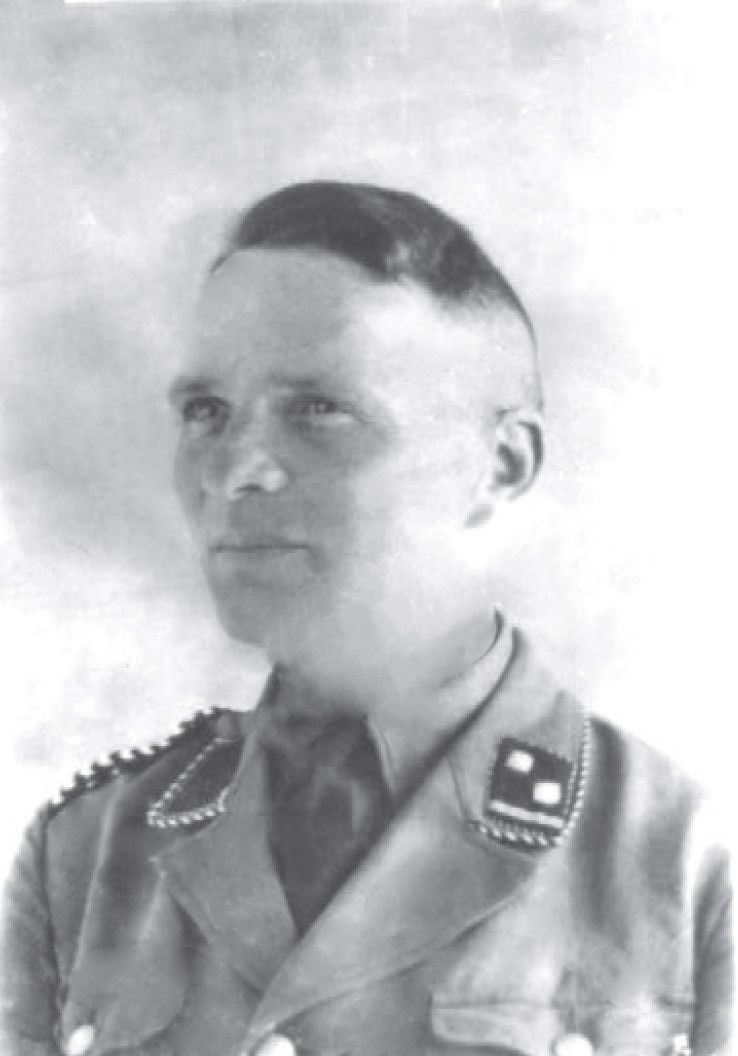
ダッハウ強制収容所で連絡指導者をしていた頃の親衛隊上級曹長ヘス

釈放後、しばらくナチ党の役職には就いていなかったが、1933年9月20日に親衛隊（SS）の見習い隊員(SS-Anwärter)となる。1934年4月1日に正規の隊員として入隊した。1934年12月1日に強制収容所監督官テオドール・アイケの指揮する強制収容所警備部隊である親衛隊髑髏部隊に入隊した。
はじめダッハウのダッハウ強制収容所に勤務し、1935年3月1日にブロック指導者（Blockführer）に就任（強制収容所看守の役職についてはここを参照）、1936年4月1日から9月までブロック指導者の上に立つ連絡指導者（Rapportführer）を務めた。1936年9月13日に親衛隊少尉に昇進し、収容所の管理指導者（Verwaltungsführer）に就任した。
1938年8月1日にオラニエンブルクのザクセンハウゼン強制収容所の副所長に任じられた。

### アウシュヴィッツ強制収容所所長
第二次世界大戦が開戦した後、1940年2月21日に旧ポーランドのオシフィエンチム(ドイツ名アウシュヴィッツ)にある元オーストリア＝ハンガリー帝国軍砲兵隊兵舎を利用して防疫通過収容所を建設する計画が立てられた。1940年4月27日のヒムラーのアウシュヴィッツ収容所建設に関する命令に基づき、4月29日にヘスが初代所長に着任した。5月20日にまずドイツ人刑事犯30人が送りこまれ（彼らはカポに任じられた）、6月14日にはポーランド人政治犯728人が到着した。
独ソ戦を前に控えた1941年3月1日にハインリヒ・ヒムラーがアウシュヴィッツを訪問し、ヘスにアウシュヴィッツ収容所の収容数を3万人に増やし、さらに隣接する(ブジェジンカ)（ドイツ名ビルケナウ）にも10万人収容できる収容所を建設するよう命じた。ビルケナウの建設とアウシュヴィッツの拡張工事が行われ、1943年にはアウシュヴィッツ収容所に3万人、ビルケナウ収容所に14万人が収容されている状態になっていた。ちなみに、1941年7月末に脱走者が出た事から、無作為に選ばれた10名が餓死刑に処せられることになり、（妻子がいた）ポーランド人のフランツィシェク・ガヨウィニチェクが選ばれた際、カトリック教会の神父であったマキシミリアノ・コルベが彼の身代わりとして刑を受ける申し出を許可したのもこのヘスである。
1941年8月にヘスはヒムラーからユダヤ人絶滅計画を聞かされ、アウシュヴィッツをユダヤ人抹殺センターに改築せよとの命令を受けた。この命令を受けた時についてヘスは回顧録の中で「この命令には、何か異常な物、途方もない物があった。しかし命令という事が、この虐殺の措置を、私に正しい物と思わせた。当時、私はそれに何らかの熟慮を向けようとはしなかった。私は命令を受けた。だから実行しなければならなかった。」と書いている。
彼は直ちにアウシュヴィッツへ戻り、アウシュヴィッツに来たアドルフ・アイヒマンと共に虐殺の実行方法について話し合ったものの使用ガスの決定にまでは至らなかった。しかし、ヘスが公務旅行中に所長代理のカール・フリッチュ（de:Karl Fritzsch）が大量のソ連軍捕虜を使ってチクロンBによるガス殺実験を実行した。その報告を受けたヘスは他の絶滅収容所で使われていた一酸化炭素よりチクロンBの方が効果的であると判断し、これをガスとして使用する事を決定した。1941年10月からアウシュヴィッツ収容所でユダヤ人ガス虐殺が開始された。また1941年から1942年にかけてビルケナウ収容所の建設工事が進み、その中で1942年1月にビルケナウ周辺の農家にガス室が設置された。
アウシュヴィッツに到着したユダヤ人は労働できる者とできない者に選別され、労働力にならない者はガス室へ送られた。アウシュヴィッツでガス殺されたユダヤ人の犠牲者数については諸説あって定かではない。多い物ではソ連政府やポーランド政府が主張した400万人説から最小では63万人説まである。ヘスは250万人とニュルンベルク裁判で証言している。現在では約100万人ほどであろうというのが通説となっている。いずれにしてもアウシュヴィッツはホロコーストの最大の絶滅地であった。
1943年秋、SS調査委員会がアウシュヴィッツ強制収容所政治局に対して恣意的な囚人殺害や汚職の容疑で捜査を行った。ヘスは直接関与していなかったというが、管理責任を問われ、1943年11月10日に「ラインハルト作戦」の完了とともにアウシュヴィッツ所長を退任することになった。

### 親衛隊経済管理本部DI部部長
代わってベルリンの親衛隊経済管理本部でDI部（全強制収容所の中央事務所）部長に就任した。
DI部には各強制収容所から上げられた全ての報告書が保管されていた。ヘスは頻繁に実際の収容所の運用状況を視察するための旅行にでかけた。1945年になると今度は強制収容所の撤収作戦が実施されているかどうかの視察にあたった。アウシュヴィッツの後任のアルトゥール・リーベヘンシェル所長が1944年5月9日に「抵抗運動にあまりに寛大である」として解任された際には、1944年5月11日にヘスが一時的にアウシュヴィッツ所長に就任している。
連合軍がベルリンに迫り、敗戦が目前となった1945年4月、ハインリヒ・ヒムラーからの生き残るために「国防軍に紛れ込め」との命令で、ドイツ海軍兵士に成りすましてイギリス軍の捕虜となった。イギリス軍は正体を見破れず、一度は釈放された。以降は北ドイツで偽名を名乗りとある農家で働き始めた。

### 戦後

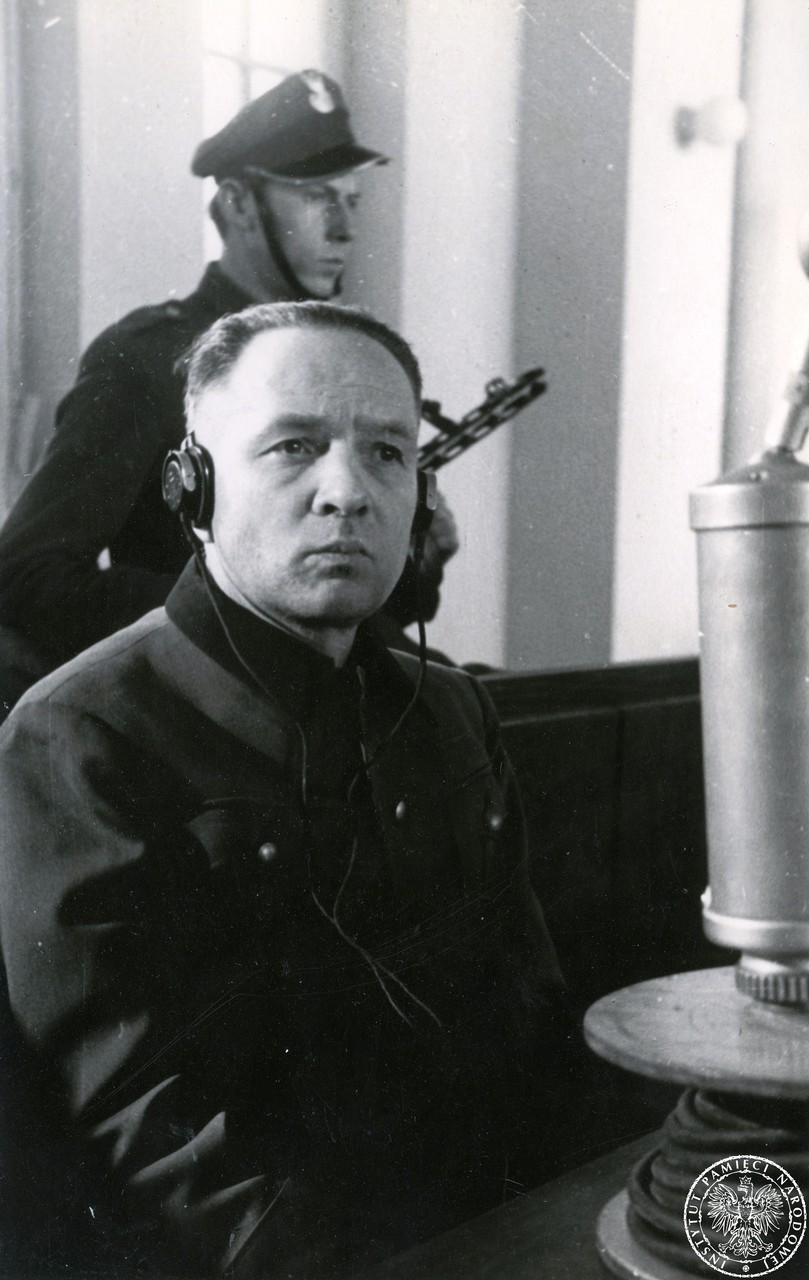
クラクフでの裁判の際のヘス

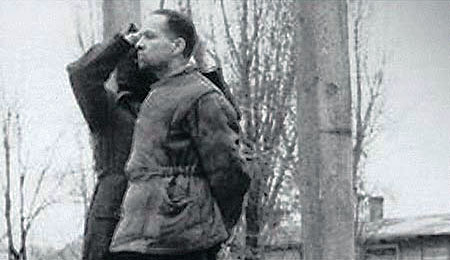
首に縄をかけられる絞首刑執行直前のルドルフ・ヘス

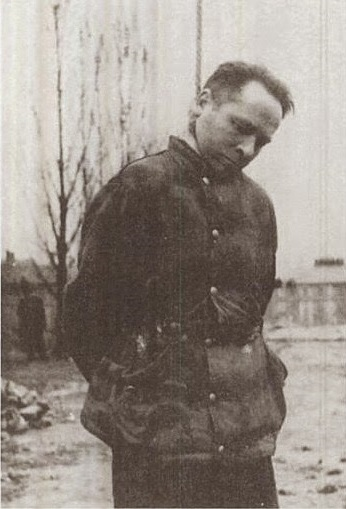
刑死したヘス

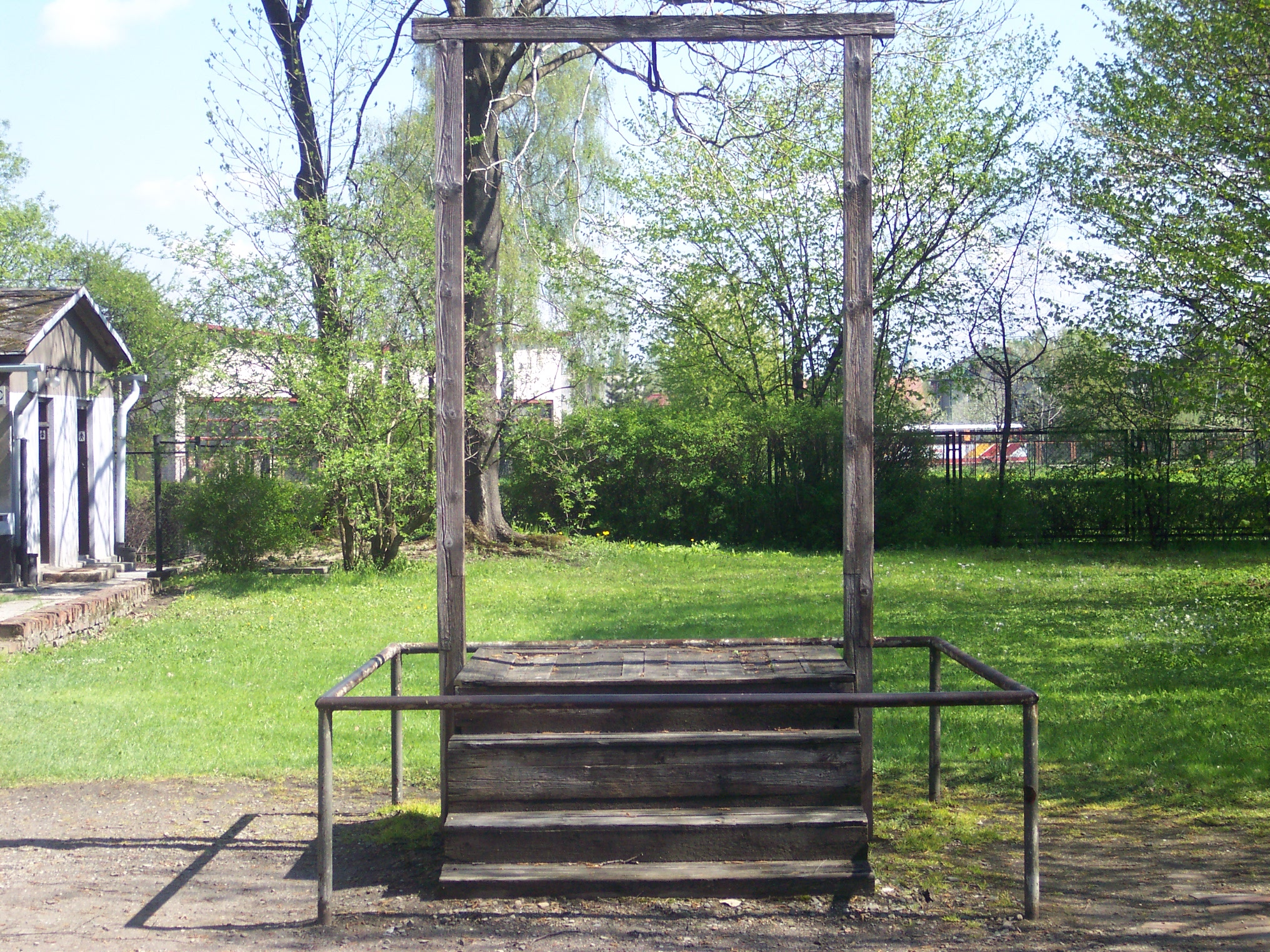
オシフィエンチム(アウシュビッツ)に残るヘスの絞首台

1946年3月11日にイギリス軍はようやくヘスを発見して逮捕した。4月にニュルンベルク裁判にエルンスト・カルテンブルンナーの弁護側証人として出廷した。この時にヘスはユダヤ人250万人をガス虐殺した事を証言している。
1946年5月25日、ヘスはワルシャワへ移送され、ポーランド政府にその身柄を引き渡された。7月30日にクラクフ・プワシュフ強制収容所所長だったアーモン・ゲートらと一緒にクラクフへ移送された。同地で裁判にかけられ、1947年4月2日にポーランド最高人民裁判所より死刑を宣告された。1947年4月16日、彼が大量のユダヤ人を虐殺したオシフィエンチム（アウシュヴィッツ）の地で絞首刑に処せられた。
彼は1947年2月に手記を書き残している。その中で最後の締めくくりに「軍人として名誉ある戦死を許された戦友たちが私にはうらやましい。私はそれとは知らず第三帝国の巨大な虐殺機械の一つの歯車にされてしまった。その機械もすでに壊されてエンジンは停止した。だが私はそれと運命を共にせねばならない。世界がそれを望んでいるからだ。」「世人は冷然として私の中に血に飢えた獣、残虐なサディスト、大量虐殺者を見ようとするだろう。けだし（蓋し＝思うに）大衆にとってアウシュヴィッツ司令官はそのような者としてしか想像されないからだ。彼らは決して理解しないだろう。その男もまた、心を持つ一人の人間だったということを。彼もまた悪人ではなかったということを。」と書き遺した。

## ルドルフ・フェルディナント・ヘスの証言の信憑性について
ドイツ近代史学者、ベルリン自由大学のエルンスト・ノルテ（独: Ernst Nolte）（英: Ernst Nolte）教授・博士は、ヘスは取り調べで拷問を受けており、ホロコーストの証拠の重要な部分が誇張されているとした。
実際、ルドルフ・ヘスの証言であるガス殺で250万、病気で50万、合計300万などという証言は、現在では学者は誰も採用していない。
現在の学者による、アウシュヴィッツの死亡者の主流の見解では、110万人である。
（ノルテは、殺害した人数に誇張はあるものの、ガス室での殺人についての、ヘスの証言は信用出来るとしている。）

## ヘスを演じた俳優
- ギュンター・マリア・ハルマ 『ソフィーの選択』(1982年)
- コルム・フィオール 『ニュルンベルク軍事裁判』(2000年) DVD発売名「ヒトラー第三帝国最後の審判 ニュールンベルグ軍事裁判」
- セバスチャン・コッホ 『ホロコースト -アドルフ・ヒトラーの洗礼-』(2002年)
- ロマナス・フアマン 『ヒトラー最後の代理人』(2016年)
- クリスティアン・フリーデル（英語版）『関心領域』（2023年）